# ラッセ・ニールセン
ラッセ・ニールセン（Lasse Nielsen、1988年1月8日 - ）は、デンマーク・オールボー出身のプロサッカー選手。ギョズテペSK所属。ポジションはDF。

## 経歴

### クラブ
オールボーBKのアカデミーで育成され、2008年7月のFCミッティラン戦でトップチームデビューを果たした。
2014年1月、NECナイメヘンと3年半契約を結んだ。
2014年9月、買い取りオプション付きのレンタルでKAAヘントに移籍。ヘントではナナ・アクワシ・アサレ、ラミ・ゲルションとともにディフェンスラインを構成し、2014-15シーズンのジュピラー・プロ・リーグ制覇に貢献した。シーズン終了後FCナント移籍も噂されたが、ヘントが買い取りオプションを行使し2015年6月に3年契約を結んだ。
2017年1月、マルメFFに移籍。マルメでも主力を担い、リーグ優勝を決めた10月のIFKノルシェーピン戦ではチーム2点目を挙げた。
2023年8月、ギョズテペSKに移籍した。

### 代表
各年代でデンマーク代表に選出されている。
2011年11月、親善試合でフィンランド代表と戦うメンバーにデンマーク代表初招集された。しかし、出番はなかった。
初出場はスロバキア代表との親善試合である。

## 代表歴
- デンマークU-20
- デンマークU-19
- デンマークU-21
  - UEFA U-21欧州選手権2011
- デンマーク代表
- デンマークリーグXI

## タイトル

### クラブ
オールボー
- デンマーク・スーペルリーガ (1): 2013–14
- デンマーク・カップ (1): 2013–14

ヘント
- ジュピラー・プロ・リーグ (1): 2014–15
- ベルギー・スーパーカップ (1): 2015

マルメ
- アルスヴェンスカン (3): 2017, 2020, 2021
- スウェーデン・カップ (1) : 2021-22